# Étienne Fourcadier
Étienne Fourcadier (né le 28 avril 1867 à Viala-du-Tarn et mort le 2 mai 1948) est un évêque catholique français, jésuite, vicaire apostolique de Tananarive à Madagascar de 1928 à 1947.

## Biographie
Étienne Fourcadier est né dans le département de l'Aveyron.
Il entre dans la Compagnie de Jésus.
Le 15 février 1928, le pape Pie XI le nomme vicaire apostolique de Tananarive, avec le titre d'évêque d'Hippo Diarrhytus (de). Il est consacré le 31 mai de la même année par Charles Challiol avec comme co-consécrateurs Joseph Giray et Jules-Alexandre Cusin.
Il résigne sa charge le 22 avril 1947 et meurt le 2 mai 1948.

## Succession apostolique
Étienne Fourcadier a ordonné les évêques suivants :
- Évêque Édouard Rostaing, M.S. (1942)

## Œuvre littéraire
La Vie héroïque de Victoire Rasoamanarivo, éd. Dillen, Paris, 1937